# Echeneis
Echeneis es un género de peces de la familia Echeneidae, del orden Perciformes. Este género marino fue descrito por primera vez en 1758 por Carl Linnaeus.

## Especies
Especies reconocidas del género:
- Echeneis naucrates Linnaeus, 1758
- Echeneis neucratoides Zuiew, 1789